# هرمان فوس
هرمان فوس (بالألمانية: Hermann Voss)‏ هو طبيب عسكري وأستاذ جامعي ألماني، ولد في 13 أكتوبر 1894 في برلين في ألمانيا، وتوفي في 1987 في هامبورغ في ألمانيا.